# یاگدیگ (داغستان)
یاگدیگ (به لاتین: Yagdyg) یک منطقهٔ مسکونی در روسیه است که در داغستان واقع شده‌است.